# グリマー・ツインズ

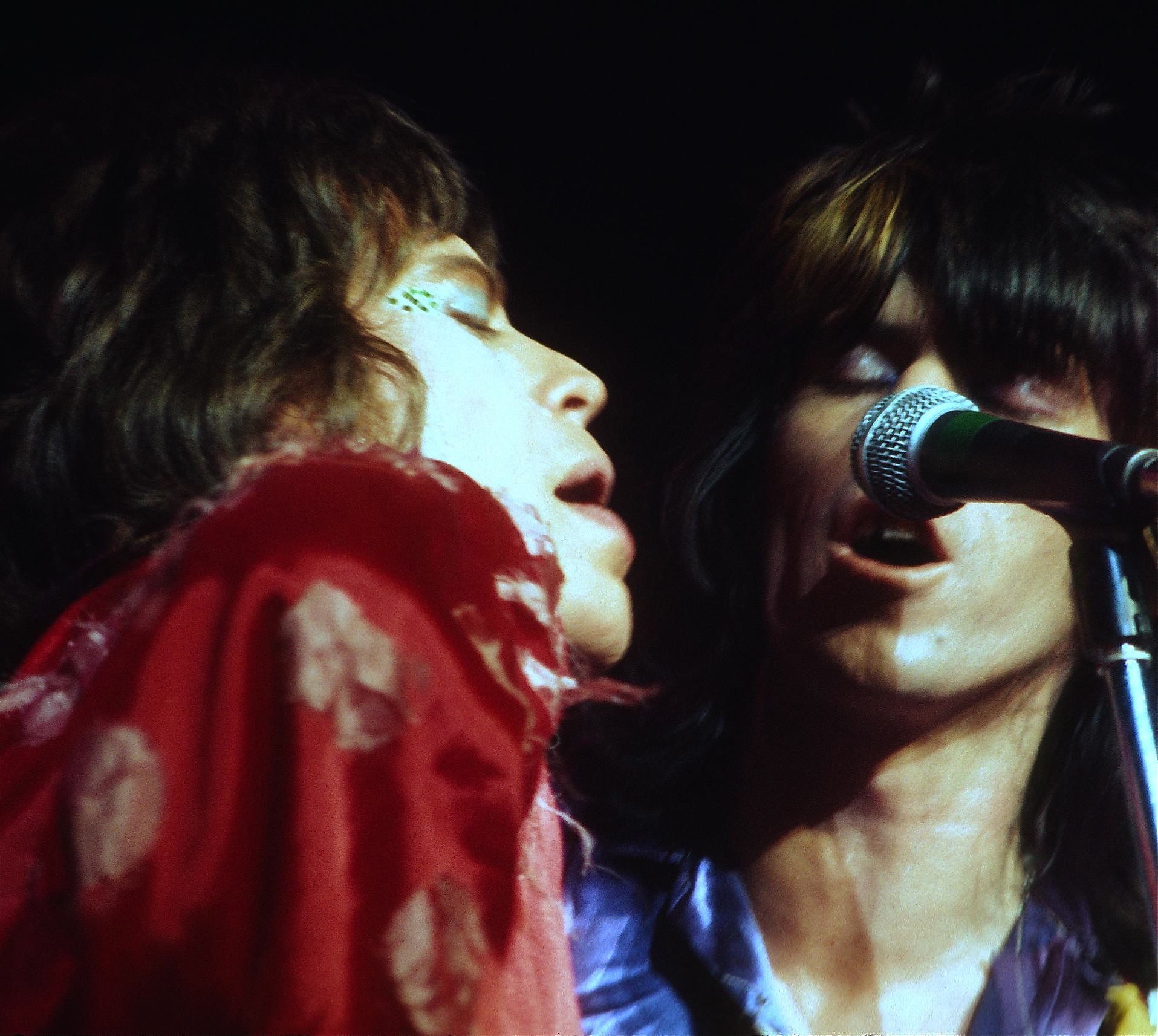
グリマー・ツインズ

グリマー・ツインズ(The Glimmer Twins)は、ローリング・ストーンズのミック・ジャガーとキース・リチャーズの愛称。直訳すると「ほのかに光る双子」。彼らはこの名称を自らのアルバム・プロデュースの際使用する。
この名称が初めて使用されたのは1974年の作品『イッツ・オンリー・ロックン・ロール』であった。その後のストーンズのアルバムはグリマー・ツインズもしくは彼らと共同プロデューサーの手によって製作されている。
ミックとキースはアルバム・プロデュースの際はグリマー・ツインズの名称を用いるが、作曲の場合はジャガー/リチャーズの名義でクレジットされている。彼らは1960年代の初期の楽曲の一部で、二人以外の共同クレジットとして「ナンカー・フェルジ （Nanker Phelge）」の名義を用いることもあった。